# Dodonaea microzyga
Dodonaea microzyga es una especie de arbusto perteneciente a la familia de las sapindáceas. Es originaria de Australia.

## Descripción
Es un arbusto erecto que alcanza un tamaño de 1,5 m de altura. Las hojas son imparipinnadas, de 0.3-1 cm de largo, con 5 o 7 folíolos, oblanceoladas a ampliamente obovadas, por lo general de 1.5-3.5 mm de largo, y 1-3 mm de ancho, el ápice obtuso, rara vez dentadas o con muescas, la base cuneada, y con pecíolo de 1.5-5 mm de largo. Las flores solitarias o en parejas; con pedicelos de 3.5-5 mm de largo. Con 4 sépalos ovados de 1.8-2.6 mm de largo, no persistentes. Ovario pubescente. El fruto en forma de cápsula con 3 -, rara vez cuatro alas, de 10-13,5 mm de largo y 10 a 17,5 mm de ancho, glabros;  las alas de 2,5-5 mm de ancho, membranosas.

## Distribución y hábitat
Se encuentra  en hábitats áridos, por lo general en bosques abiertos o matorrales en su mayoría en suelos de piedras, en las colinas y las zonas de mineral de hierro y granito de Nueva Gales del Sur en Australia.

## Taxonomía
Dodonaea microzyga fue descrita por Ferdinand von Mueller y publicado en  Rep. Gov. Bot. Director Bot. Zool. Gard. 1863: 12, en el año 1863.